# Bacharach

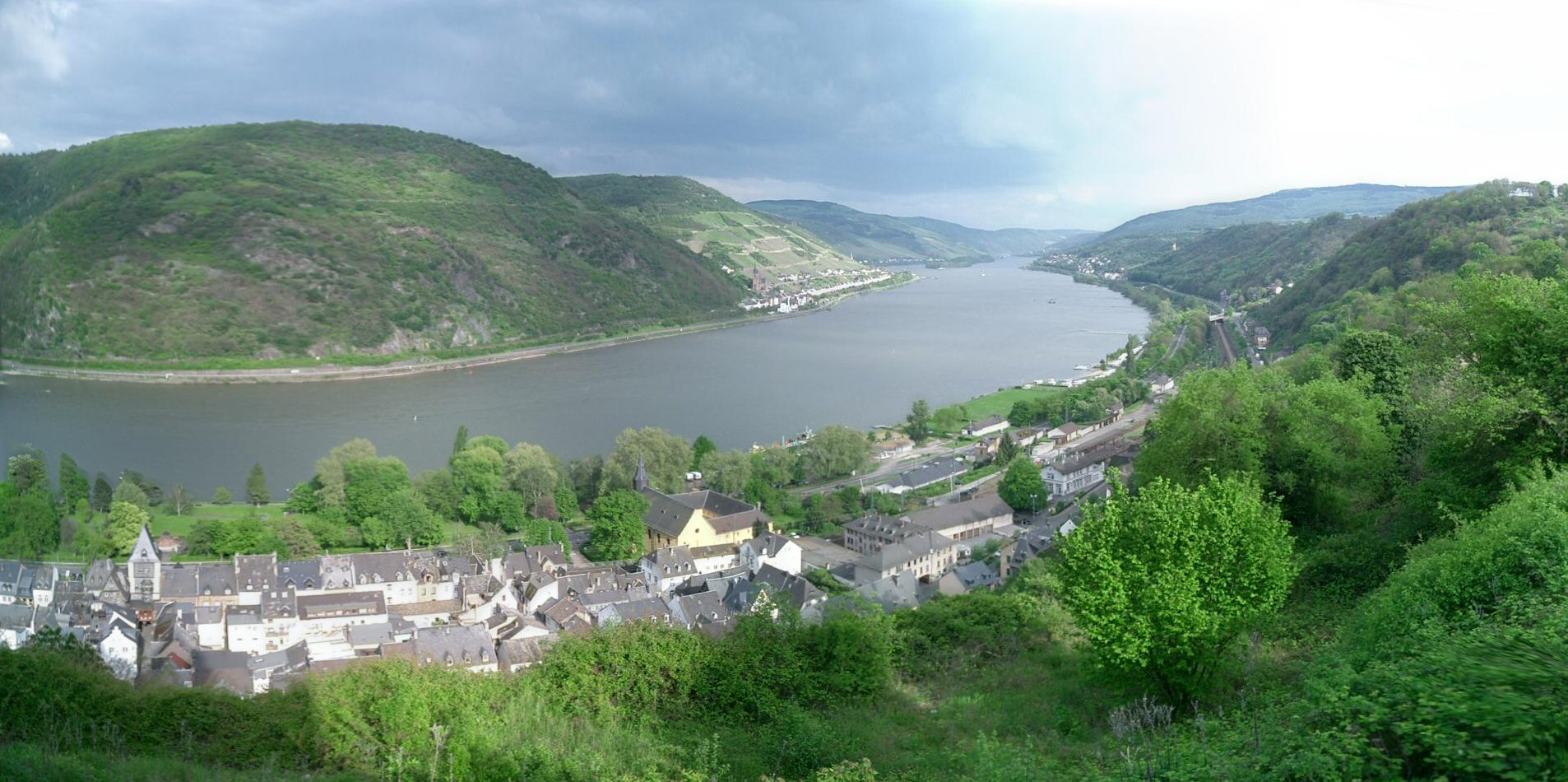
Bacharach

Bacharach este un oraș din landul Renania-Palatinat, Germania.